# موانا کارکاسس کالوسیل
موانا کارکاسس کالوسیل (انگلیسی: Moana Carcasses Kalosil؛ زادهٔ ۲۷ ژانویهٔ ۱۹۶۳) سیاست‌مدار اهل وانواتو است. وی از ۲۳ مارس ۲۰۱۳ تا ۱۵ مه ۲۰۱۴ نخست‌وزیر این کشور بود.